# Pedro de Castilla (1290-1319)
Pedro de Castilla (Valladolid, 1290-Pinos Puente, 25 de junio de 1319) fue infante de Castilla e hijo de Sancho IV de Castilla y de la reina María de Molina, fue señor de los Cameros, Almazán, Berlanga, Monteagudo y Cifuentes y mayordomo mayor del rey Fernando IV. 
A la muerte de su hermano Fernando IV de Castilla, en 1312, fue nombrado tutor de su sobrino, el rey Alfonso XI de Castilla, junto con su madre, la reina madre María de Molina, y su tío, el infante Juan de Castilla, el de Tarifa, hijo de Alfonso X el Sabio. Falleció a los veintinueve años de edad, en el Desastre de la Vega de Granada.

## Orígenes familiares
Hijo de Sancho IV de Castilla y de su esposa, la reina María de Molina. Por línea paterna, era nieto de Alfonso X de Castilla y de la reina Violante de Aragón, hija de Jaime I de Aragón. Sus abuelos maternos fueron el infante Alfonso de Molina, hijo del rey Alfonso IX de León, y su esposa, Mayor Alfonso de Meneses.
Fue hermano, entre otros, de Fernando IV de Castilla, del infante Felipe de Castilla, y de la infanta Beatriz de Castilla, reina consorte de Portugal.

## Juventud del infante Pedro y actuaciones durante el reinado de Fernando IV (1290-1312)
Nació en Valladolid en 1290. Su padre, Sancho IV de Castilla, le cedió la mitad del señorío de los Cameros, correspondiéndole la otra mitad a María Álvarez, prima de Simón Ruiz de los Cameros, señor de los Cameros, quien fue ejecutado por orden de Alfonso X de Castilla en 1277, junto con el infante Fadrique de Castilla. Como infante de Castilla, fue dotado por su padre con diversos señoríos y posesiones. En 1295 falleció Sancho IV, siendo sucedido en el trono por Fernando IV de Castilla, hermano del infante Pedro.

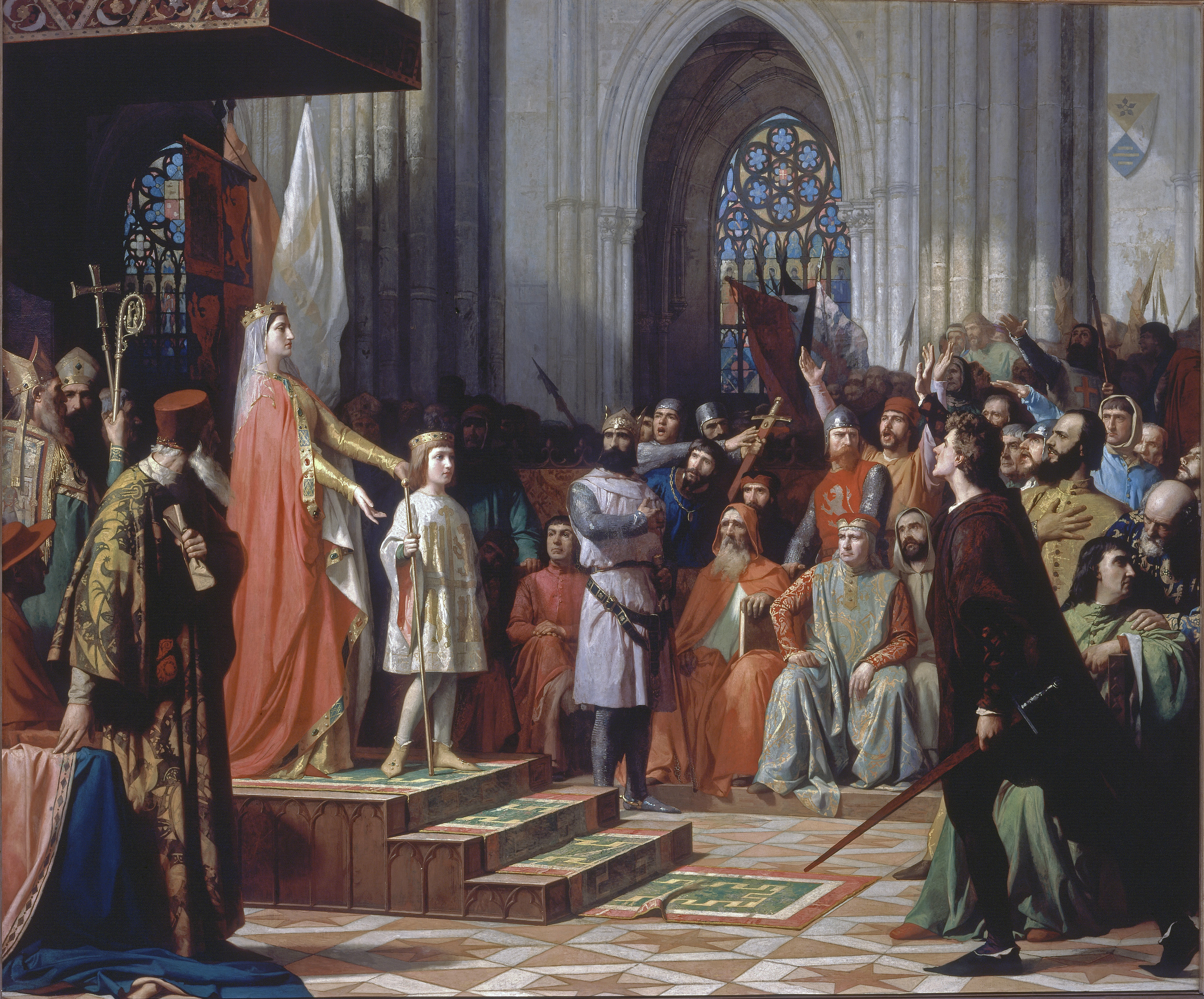
María de Molina presenta a su hijo Fernando IV en las Cortes de Valladolid de 1295. Óleo sobre lienzo de Antonio Gisbert Pérez. (1863). Congreso de los Diputados.

En noviembre de 1301, hallándose la corte en la ciudad de Burgos, se hizo pública la bula por la que el papa Bonifacio VIII legitimaba el matrimonio de la reina María de Molina con el difunto rey Sancho IV, siendo por tanto sus hijos legítimos a partir de ese momento. Al mismo tiempo, se declaró la mayoría de edad de Fernando IV. Con ello, el infante Juan de Castilla "el de Tarifa" y los infantes de la Cerda perdieron uno de sus principales argumentos a la hora de reclamar el trono, no pudiendo esgrimir en adelante la ilegitimidad del monarca castellano-leonés. También se recibió la dispensa pontificia que permitía la celebración del matrimonio de Fernando IV  con Constanza de Portugal, hija del rey Dionisio I de Portugal.
En 1308 estuvo presente en las Cortes de Burgos de 1308. El 19 de diciembre de 1308, en Alcalá de Henares, Fernando IV y los embajadores aragoneses Bernaldo de Sarriá y Gonzalo García rubricaron el tratado de Alcalá de Henares. Fernando IV, que contaba con el apoyo de su hermano, el infante Pedro, de Diego López V de Haro, del arzobispo de Toledo y del obispo de Zamora, acordó iniciar la guerra contra el reino de Granada el 24 de junio de 1309 y se comprometió, al igual que el monarca aragonés, a no firmar una paz por separado con el monarca granadino. El rey castellano aportaría diez galeras a la expedición y otras tantas el rey aragonés. Se aprobó con la anuencia de ambas partes que las tropas del reino de Castilla y León atacarían las plazas de Algeciras y Gibraltar, mientras que los aragoneses conquistarían la ciudad de Almería. 
En las Cortes de Madrid de 1309, las primeras celebradas en la actual capital de España, el rey Fernando IV manifestó su deseo de ir a la guerra contra el reino de Granada, al tiempo que demandaba subsidios para poder hacer la guerra. En dichas Cortes estuvieron presentes el rey Fernando IV y su esposa, la reina María de Molina, los infantes Pedro, Felipe y Juan, don Juan Manuel, Juan Núñez II de Lara, Diego López V de Haro, Alfonso Téllez de Molina, hermano de la reina María de Molina, el arzobispo de Toledo, los Maestres de las Órdenes Militares de Santiago y Calatrava, los representantes de las ciudades y concejos, y otros nobles y prelados. Las Cortes aprobaron la concesión de cinco servicios, destinados a pagar las soldadas de los ricoshombres e hidalgos. 
En junio de 1309 se congregaron en Córdoba las huestes del rey destinadas a tomar parte en el sitio de Algeciras, así como las que traían el infante Pedro, el infante Juan, don Juan Manuel, y Diego López V de Haro, señor de Vizcaya, así como las de otros ricoshombres y caballeros. A pesar de la oposición de los magnates que le acompañaban, que deseaban entrar en la Vega de Granada, como se había acordado en Toledo, prevaleció la voluntad de Fernando IV y se dirigieron a Sevilla, desde donde posteriormente partieron para cercar Algeciras, cuyo sitio comenzó a finales de julio de 1309. 
A finales de 1309, Diego López V de Haro, enfermó de gravedad como consecuencia de un ataque de gota, lo que vino a sumarse a la defunción de Alonso Pérez de Guzmán, señor de Sanlúcar de Barrameda, al temporal de lluvias que inundaron el campamento cristiano, y a la deserción del infante Juan de Castilla "el de Tarifa" y de don Juan Manuel. No obstante, a pesar de dichas adversidades, Fernando IV persistió hasta el último momento en su objetivo de apoderarse de Algeciras, aunque al final abandonó su propósito. En enero de 1310 el rey Fernando IV decidió negociar con los granadinos, quienes habían enviado como emisario al campamento cristiano al arráez de Andarax. Alcanzado un acuerdo, en el que se estipulaba que a cambio de levantar el asedio de Algeciras Fernando IV recibiría Quesada y Bedmar, además de 50.000 doblas de oro, el rey ordenó levantar el asedio a finales de enero de 1310. Tras la firma del acuerdo preliminar falleció Diego López V de Haro, y María Díaz de Haro, esposa del infante Juan, tomó posesión del señorío de Vizcaya. A continuación, el infante Juan devolvió al rey las villas de Paredes de Nava, Cabreros, Medina de Rioseco, Castronuño y Mansilla. A finales de enero de 1310, al mismo tiempo que Fernando IV ordenaba levantar el cerco de Algeciras, Jaime II de Aragón ordenó el levantamiento del asedio de Almería, sin haber conseguido apoderarse de la ciudad.
Fernando IV emprendió de nuevo la guerra contra el reino de Granada. El infante Pedro, su hermano, conquistó el castillo de Tempul y posteriormente se dirigió a Sevilla, donde se hallaba el rey. En noviembre de 1310, ambos hermanos se dirigieron a Córdoba, donde se había producido un levantamiento popular en contra de varios caballeros de la ciudad. Mientras tanto, la reina María de Molina, que se encontraba en Valladolid, suplicó a su hijo que se reuniese con ella allí, a fin de que el monarca estuviese presente en la boda de su hermana, la infantaIsabel de Castilla, que iba a contraer matrimonio con Juan III de Bretaña, duque de Bretaña y bisnieto de Enrique III de Inglaterra. De camino a Burgos, Fernando IV se detuvo en la ciudad de Toledo y confesó a Juan Núñez II de Lara, señor de la Casa de Lara, que planeaba prender o asesinar al infante Juan, pues el rey creía que mientras el infante viviese, le perjudicaría y estorbaría en todos sus propósitos. Sin embargo, Juan Núñez II de Lara, a pesar del odio que sentía hacia el infante, se dio cuenta de que el rey no lo hacía por afecto hacia él, y que si ayudaba al rey a deshacerse del infante, labraría su propia ruina. Fernando IV llegó a Burgos en enero de 1311. 
Después de la boda de la infanta Isabel, hermana de Fernando IV, este último planeó asesinar al infante Juan de Castilla en la ciudad de Burgos, en enero de 1311, para vengarse de ese modo por la deserción del infante del cerco de Algeciras y, al mismo tiempo, para someter a la nobleza, que volvía a rebelarse contra el poder de la Corona. Sin embargo, la reina María de Molina avisó al infante Juan de los propósitos de su hijo y el infante pudo ponerse a salvo. Fernando IV, acompañado por su hermano el infante Pedro, por Lope Díaz de Haro, y por las mesnadas del concejo de Burgos persiguió al infante Juan y a sus partidarios, que se refugiaron en la villa palentina de Saldaña.

El rey privó entonces al infante Juan del cargo de Adelantado Mayor de la Frontera de Andalucía y se lo concedió a Juan Núñez II de Lara, al tiempo que ordenó la confiscación de las tierras y señoríos que le había entregado al infante, a sus hijos, Alfonso de Valencia y Juan el Tuerto, e idéntica suerte corrió Sancho de Castilla "el de la Paz" , primo de Fernando IV y partidario del infante Juan. Al mismo tiempo, don Juan Manuel se reconcilió con el rey y le solicitó que le concediese el cargo de mayordomo mayor del rey, por lo que el monarca, que deseaba atraerse a don Juan Manuel, creyendo que este último rompería su alianza con el infante Juan, despojó al infante Pedro del cargo de mayordomo mayor y se lo concedió, dando a cambio a su hermano las villas de Almazán y Berlanga, que le había prometido anteriormente.

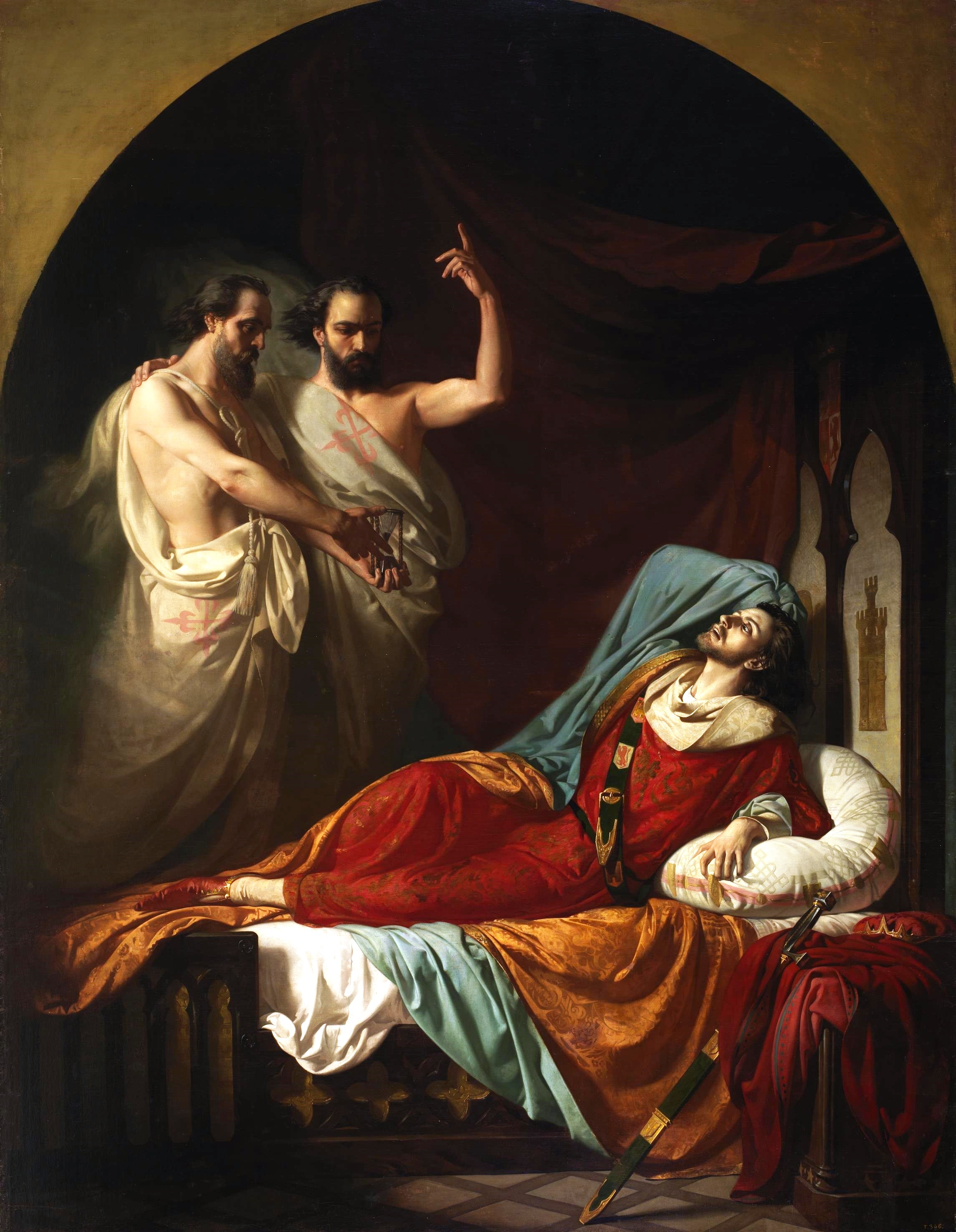
Últimos momentos de Fernando IV el Emplazado. Óleo sobre lienzo de José Casado del Alisal (1860). Palacio del Senado de España.

En abril de 1311, hallándose en Palencia, Fernando IV enfermó de gravedad y hubo de ser trasladado a Valladolid, a pesar de la oposición de la reina Constanza, su esposa, que deseaba trasladarlo a Carrión de los Condes, a fin de poder controlar al monarca junto con su aliado, Juan Núñez II de Lara. Durante la enfermedad del rey surgieron discrepancias entre el infante Pedro, Juan Núñez II de Lara, el infante Juan, y don Juan Manuel. 
Mientras el rey se encontraba en Toro, la reina Constanza dio a luz en Salamanca el 13 de agosto de 1311 un hijo varón, que llegaría a reinar en Castilla y León a la muerte de su padre como Alfonso XI de Castilla. El infante Alfonso, heredero de Fernando IV, fue bautizado en la Catedral Vieja de Salamanca, y a pesar de los deseos del rey, quien deseaba encomendar la crianza del niño a su abuela, la reina María de Molina, prevaleció la voluntad de la reina Constanza, quien deseaba, contando para ello con el apoyo de Juan Núñez II de Lara y de Lope Díaz de Haro, que la custodia del niño fuese encomendada al infante Pedro de Castilla, hermano de Fernando IV. 
En el otoño de 1311 surgió una conspiración que pretendía el destronamiento de Fernando IV y colocar en el trono a su hermano, el infante Pedro de Castilla. La conjura se hallaba protagonizada por el infante Juan de Castilla "el de Tarifa", por Juan Núñez II de Lara y por Lope Díaz de Haro, hijo del difunto Diego López V de Haro. Sin embargo, el proyecto de destronamiento fracasó debido a la rotunda negativa de la reina María de Molina. En diciembre de 1311 Fernando IV se entrevistó en Calatayud con el rey Jaime II de Aragón. En ese momento se llevó a cabo el enlace matrimonial entre el infante Pedro de Castilla, hermano de Fernando IV, y la infanta María de Aragón, hija de Jaime II de Aragón, aunque algunos autores señalan que el matrimonio se celebró en el mes de enero de 1312.
Al mismo tiempo, Fernando IV le entregó al soberano aragonés su hija primogénita, la infanta Leonor de Castilla, para que fuese criada en la corte aragonesa hasta que tuviera la edad adecuada para contraer matrimonio con el infante Jaime de Aragón, hijo primogénito y heredero del rey aragonés. En la entrevista de Calatayud también se acordó reanudar la guerra contra el reino de Granada, pero se decidió que cada reino la hiciera por separado.
A mediados de 1312 el infante Pedro sitió el municipio jienense de Alcaudete, que capituló ante las tropas castellanas el 5 de septiembre de 1312, después de tres meses de asedio. A continuación el infante Pedro se dirigió a la ciudad de Jaén, donde le aguardaba su hermano el rey. El día 7 de septiembre, día de la muerte de Fernando IV de Castilla, acordaron ambos hermanos socorrer a Nasr, rey de Granada, con quien se había pactado una tregua, y ayudarle en su lucha contra su cuñado Ferrachén, arráez de Málaga, quien se había rebelado contra el rey de Granada.
El 7 de septiembre de 1312 falleció en la ciudad de Jaén el rey Fernando IV de Castilla, a los veintiséis años de edad, y al morir dejaba como heredero del trono a su único hijo varón, el infante Alfonso, que reinaría como Alfonso XI de Castilla, y que a la muerte de su padre contaba con un año de edad. Al día siguiente de la muerte del rey acordaron darle sepultura en la ciudad de Córdoba. Después del entierro del rey, que fue sepultado en la Mezquita-Catedral de Córdoba, el infante Pedro partió hacia Jaén a fin de lograr un acuerdo de paz con Nasr, rey de Granada.

## Tutor de Alfonso XI de Castilla durante su minoría de edad (1312-1319)
Cuando el infante Juan de Castilla "el de Tarifa" y Juan Núñez II de Lara tuvieron conocimiento de la muerte del rey Fernando IV, solicitaron a la reina María de Molina, que se encontraba en Valladolid, que se hiciese cargo de la tutoría de su nieto Alfonso XI de Castilla, que contaba con un año de edad, pero que no se hiciese cargo de ella el infante Pedro de Castilla, hermano del difunto Fernando IV. No obstante, la reina se negó a hacerse cargo de la tutoría del rey y les solicitó que hablasen de ello con su hijo, el infante Pedro. 
Juan Núñez II de Lara intentó entonces apoderarse del rey, que se encontraba en la ciudad de Ávila. Sin embargo, se lo impidieron las autoridades de la ciudad, prevenidas por la reina María de Molina. Poco después llegó a Ávila el infante Pedro y se negaron a dejarle entrar en la ciudad. Mientras tanto, el infante Juan y Juan Núñez II de Lara, que se encontraban en Burgos, convocaron a los ricoshombres, procuradores y concejos del reino para que se reuniesen en Sahagún, al tiempo que el infante Pedro obtenía la aprobación de la reina María de Molina para ser tutor de su sobrino Alfonso XI durante su minoría de edad. Cuando el infante Juan, que se encontraba en Sahagún con los procuradores del reino, supo de la cercanía del infante Pedro de Castilla, le ofendió ante diversos testigos, provocando con ello que el infante Pedro decidiese marchar contra ellos. El infante Juan y sus acompañantes enviaron entonces al infante Felipe de Castilla, hermano del infante Pedro, a parlamentar con este último, quien reconvino a su hermano por formar parte del bando del infante Juan. El infante Felipe presentó a su madre, la reina María de Molina, las proposiciones del infante Juan, consistentes en que ella fuese tutora del rey Alfonso XI junto con el infante Pedro y el infante Juan, a lo que ella accedió. 

### Las Cortes de Palencia de 1313
El infante Pedro de Castilla acudió a las Cortes de Palencia de 1313 acompañado de un ejército de doce mil hombres, después de haberlo reclutado en Asturias y Cantabria, y había acudido a las Cortes sin deseo de entablar combate, pero dispuesto a entablarlo si el otro bando lo deseaba. En el bando del infante Pedro militaban su tío Alfonso Téllez de Molina, hermano de María de Molina, Tello Alfonso de Meneses, hijo del anterior, Rodrigo Álvarez de las Asturias IV y Fernán Ruiz de Saldaña, entre otros ricoshombres. Los principales partidarios del infante Juan de Castilla "el de Tarifa"]eran el infante Felipe de Castilla, Fernando de la Cerda, y Juan Núñez II de Lara.

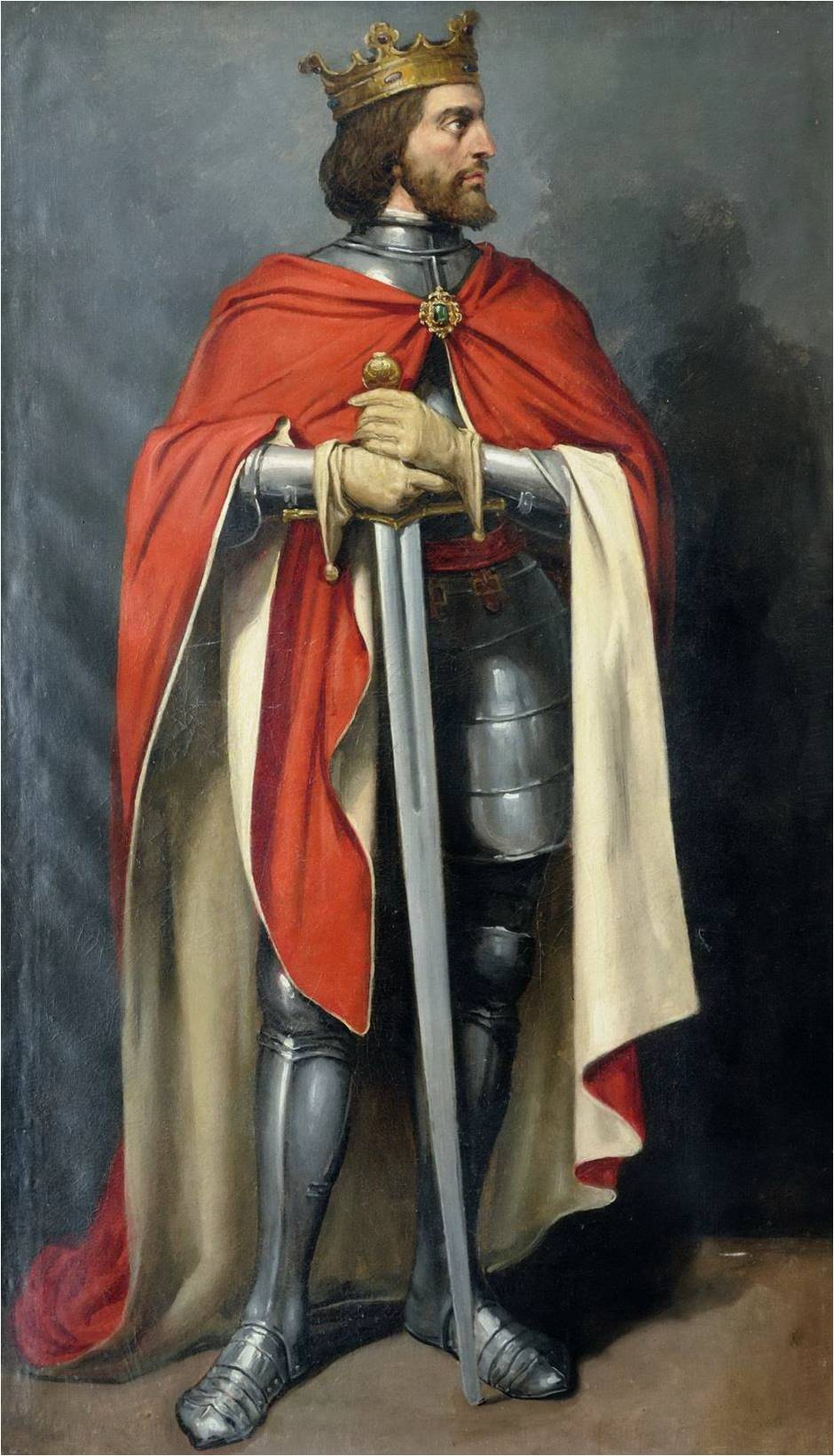
Retrato que representa a Alfonso XI de Castilla.

Una vez reunidos los asistentes en la ciudad de Palencia, se acordó que cada uno de los dos bandos conservase solo mil trescientos hombres en las inmediaciones de la ciudad, aunque dicho acuerdo fue quebrantado por el infante Juan de Castilla al conservar junto a sí a cuatro mil hombres, a lo que correspondió el infante Pedro conservando cinco mil de los suyos. Durante las Cortes, la reina Constanza, viuda de Fernando IV, dejó de prestar su apoyo al infante Pedro y pasó a prestarlo al infante Juan, procediendo don Juan Manuel, nieto de Fernando III de Castilla, de igual modo. Ante el temor de que surgiesen disputas, y por iniciativa de la reina María de Molina, los infantes Pedro y Juan y sus acompañantes abandonaron la ciudad y se hospedaron en las aldeas cercanas, alojándose el infante Pedro en Amusco, el infante Juan en Becerril de Campos, la reina Constanza en Grijota, y María de Molina en Monzón de Campos. Al mismo tiempo, los prelados y procuradores del reino partidarios del infante Pedro y de María de Molina acordaron reunirse en la iglesia de San Francisco de Palencia, de la Orden de los Franciscanos, y los partidarios del infante Juan lo harían en el convento de San Pablo de Palencia, de la Orden de los Dominicos, y vinculado a la Casa de Lara. A pesar de los deseos del infante Pedro y de su madre la reina, los partidarios del infante Juan no se avinieron a ningún acuerdo y nombraron tutor al infante Juan, al tiempo que el otro bando nombraba tutores a la reina María de Molina y al infante Pedro. 
Las Cortes de Palencia de 1313 dieron origen a dos ordenamientos distintos, siendo uno de ellos otorgado por el infante Juan, como tutor de Alfonso XI, a los concejos de Castilla, León, Extremadura, Galicia y Asturias, territorios en los que predominaban sus propios partidarios. El otro ordenamiento fue promulgado por la reina María de Molina y por su hijo, el infante Pedro de Castilla, como tutores conjuntos de Alfonso XI, y fue librado a petición de los concejos de Castilla, León, Toledo, las Extremaduras, Galicia, Asturias y Andalucía. En ambos cuadernos de Cortes consta la presencia del clero, de la nobleza y de los hombres buenos de las villas, deduciéndose de ellos que el infante Juan llevaba cierta ventaja en el número y calidad de los próceres, así como el infante Pedro y la reina María de Molina en prelados, Maestres de las Órdenes Militares, y representantes de los concejos. El cuaderno dado por la reina María de Molina lleva los sellos del rey Alfonso XI y los de ambos tutores, y el otorgado por el infante Juan únicamente su propio sello. Acabadas las Cortes, cada uno de los dos bandos comenzó a utilizar el sello real para emitir órdenes y privilegios. 
Terminadas las Cortes de Palencia de 1313, Alfonso de Valencia y su padre el infante Juan de Castilla "el de Tarifa" ocuparon la ciudad de León, al tiempo que el infante Pedro se apoderaba de la ciudad de Palencia, dirigiéndose este último después a Ávila junto a su madre, donde se hallaba el rey Alfonso XI. Mientras tanto ambos bandos intentaban alcanzar un acuerdo definitivo sobre quién debía ser tutor del rey, interviniendo en las negociaciones los Maestres de las Órdenes de Santiago y Calatrava, así como don Juan Manuel, partidario del infante Juan de Castilla. El infante Pedro partió hacia Granada a fin de socorrer a Nasr, rey de Granada, contra quien se había sublevado el hijo del arráez de Málaga. Sin embargo, a finales de 1313 el infante Pedro tuvo conocimiento de la derrota del rey granadino y, durante su regreso a Castilla, asedió durante tres días y tomó el castillo de Rute, situado a unos 100 kilómetros de Córdoba.
A finales de 1313, el infante Juan convocó a los procuradores del reino en Sahagún. Mientras se hallaban reunidos, el día 18 de noviembre falleció la reina Constanza, madre de Alfonso XI, lo que motivó que el infante Juan y sus partidarios se decidiesen a pactar con María de Molina, ofreciéndole a la reina que desempeñase el cargo de tutora del rey en los territorios en los que habían declarado tutores a ella y a su hijo el infante Pedro de Castilla, al tiempo que el infante Juan ejercería como tutor en los territorios que le apoyaban. La reina respondió afirmativamente a la proposición del infante Juan.

### Concordia de Palazuelos y Cortes de Burgos (1314-1315)
En la llamada Concordia de Palazuelos, firmada en el año 1314, se encomendó la tutoría de Alfonso XI de Castilla a sus tíos, los infantes Juan y Pedro, y a su abuela, la reina María de Molina, a quien le fue confiada la crianza y la custodia del rey. Al mismo tiempo se acordó que la Cancillería del reino debería hallarse junto al rey, que los tutores tomasen cartas blancas para los pleitos que hubieran de resolver en las villas, que los tutores destruyesen los sellos reales que habían usado hasta entonces, y que los tutores ejerciesen como tales en los lugares en los que habían sido designados. Poco después de haberse acordado la tutoría compartida del rey entre los dos infantes, se entabló un pleito entre don Juan Manuel y la infanta portuguesa Blanca de Portugal, nieta de Alfonso X de Castilla, a causa de varias ciudades que ella había vendido al infante Pedro, a pesar de los deseos de don Juan Manuel de comprarlas, por no haber satisfecho este último el pago por dichas ciudades. Como consecuencia de dicho pleito, don Juan Manuel comenzó a saquear toda la zona de Guadalajara, apoyado por el infante Juan de Castilla, quien le prestó consejo y apoyo. 
Poco después, Alfonso de Valencia, hijo del infante Juan, se dispuso a atacar al infante Felipe de Castilla, hijo de la reina María de Molina, en Lugo, donde estuvo a punto de librarse una batalla campal entre ambos. Al mismo tiempo, el Maestre de Calatrava aconsejó al infante Pedro, que se encontraba atacando las tierras de don Juan Manuel, que dividiese a partes iguales con don Juan Manuel las tierras que se hallaban en disputa, accediendo a ello el infante Pedro, para lo que se entrevistó con don Juan Manuel en Uclés y, posteriormente, con el infante Juan en Sepúlveda, para acordar la convocatoria de Cortes en la ciudad de Burgos. 
En las Cortes de Burgos de 1315 se ratificó lo dispuesto en la Concordia de Palazuelos de 1314, estipulándose además que en caso de morir alguno de los tutores, continuarían en el cargo los que continuasen vivos, y comprometiéndose a que no pudiese acceder a la tutoría del rey nadie a excepción de la reina María de Molina, y de los infantes Pedro y Juan de Castilla "el de Tarifa". Se rompieron los sellos anteriores de los tutores y comenzaron a usar uno nuevo, al tiempo que se disponía que la cancillería se hallase junto al rey y a la reina María de Molina. Los tutores se comprometieron a no conceder tierras o bienes monetarios a persona alguna, y se dispuso que solo se podrían hacer donaciones con el sello del rey, y con el consentimiento previo de los tres tutores. 
Tres ordenamientos surgieron de las Cortes Burgos de 1315. En uno de ellos, se aprobó la carta de la Hermandad que los caballeros hijosdalgo y hombres buenos de los reinos de Castilla, León, Toledo y las Extremaduras habían formado para oponerse a los posibles desmanes de los tutores, en otro se intentaron resolver las posibles diferencias acerca del ejercicio de la tutoría, y se tomaron algunas disposiciones en lo referente a la administración del reino, y en el último ordenamiento los tutores respondieron a ciertas reclamaciones efectuadas por los prelados del reino. 
Durante las Cortes de Burgos de 1315 falleció Juan Núñez II de Lara, partidario del infante Juan de Castilla "el de Tarifa", siendo sucedido en el cargo de mayordomo mayor del rey Alfonso XI por Alfonso de Valencia, hijo del infante Juan, al tiempo que don Juan Manuel, aprovechando la ausencia del infante Pedro, que se encontraba en las Cortes, saqueaba las posesiones de este último en Almazán y en Berlanga de Duero. 
Terminadas las Cortes de Burgos de 1315, se concedió a don Juan Manuel, reconciliado ya con el infante Pedro, el cargo de adelantado mayor de la frontera del reino de Murcia, y al mismo tiempo Alfonso de Valencia se reconcilió con el infante Felipe de Castilla, en presencia de la reina María de Molina y del infante Juan. En mayo de 1315 el infante Pedro derrotó a los granadinos en la batalla de Alicún de Ortega, en la que murieron alrededor de mil quinientos granadinos, además de cuarenta notables del reino de Granada. Poco después el infante Pedro conquistó los castillos de Cambil y Alhabar. En 1316 falleció Alfonso de Valencia, hijo del infante Juan de Castilla, en Morales de Toro.

### Cortes de Carrión e incursión en la Vega de Granada (1317)
En septiembre de 1317 comenzaron las Cortes de Carrión de 1317, en las que, durante cuatro meses, fueron examinadas las rentas del rey y el uso que los tutores habían hecho de ellas, no encontrándose fraudes por parte de los mismos. Se acordó que los tres tutores del rey deberían abandonar la tutoría si permitían que fueran tomadas las tierras de los ricoshombres, infanzones o caballeros, si suprimiesen las concesiones pecuniarias otorgadas a los mismos en el Ayuntamiento de Carrión de 1317, si no castigasen a los que perturbasen la paz en las tierras de realengo, o si no castigasen y diesen muerte a los alcaides, alcaldes y oficiales que ejecutasen personas arbitrariamente. Durante las Cortes, el infante Juan, que deseaba que el infante Pedro de Castilla abandonase la tutoría, propuso que los tres tutores dejasen la tutoría, con la esperanza de que le fuera encomendada a él solo, aunque su propuesta fue rechazada por los partidarios que se hallaban presentes de la reina y del infante Pedro. Aprobados los subsidios demandados por la Corona, se entabló una disputa entre los caballeros presentes que estuvo a punto de ocasionar la muerte del infante Juan. 
Para contribuir al esfuerzo de la guerra contra el reino de Granada, que libraba en la frontera el infante Pedro de Castilla, el papa Juan XXII, otorgó a la empresa bélica que se planeaba el carácter de cruzada, concediendo para ello la décima y la tercia de las rentas eclesiásticas y los ingresos procedentes de las bulas de cruzada durante tres años consecutivos. En 1317 el infante Pedro invadió el reino de Granada y devastó su territorio hasta llegar a Granada, desde donde retornó a Córdoba, siendo acompañado en su expedición por los Maestres de las Órdenes de Santiago, Calatrava, Alcántara, así como por el Maestre de los Hospitalarios, y por el arzobispo de Sevilla y el obispo de Córdoba. Poco después, los granadinos intentaron sitiar Gibraltar, pero, por temor a las represalias del infante Pedro, no llegaron a poner en práctica la empresa. 
A continuación, el infante Pedro atacó las localidades de Píñar y Montejícar, tomando después el castillo de Bélmez de la Moraleda.
Mientras el infante Pedro combatía a los granadinos, en 1317, el infante Juan de Castilla, que deseaba que se le concediese una parte de los beneficios otorgados por el Papa para los gastos de guerra contra el reino de Granada, obtuvo su parte de los mismos gracias a la intervención de la reina María de Molina, que puso término a las disputas surgidas por este motivo entre su hijo Pedro y el infante Juan, disponiendo los tres tutores entonces que se convocasen Cortes en el reino. 

### Cortes de Medina del Campo y conquista de Tíscar (1318-1319)
En 1318 se celebraron las Cortes de Valladolid y las de Medina del Campo. Los procuradores de Extremadura, debido a una disputa surgida con los procuradores castellanos en las Cortes de Carrión de 1317, acordaron celebrar Cortes por separado junto a los del reino de León, reuniéndose estas en Medina del Campo, pues previamente se habían reunido los procuradores castellanos en Valladolid. Durante las Cortes de Medina del Campo le fueron devueltas al rey las villas de Moya y Cañete, situadas en la provincia de Cuenca, por haber fallecido sin descendencia Juan Núñez II de Lara.
En las Cortes de Medina del Campo de 1318 se hallaron presentes varios prelados, ricoshombres, el maestre de Santiago, y los procuradores de las ciudades y villas del reino de León, Toledo y las Extremaduras. Los procuradores presentes demandaron que se vigilase estrechamente la administración de justicia, solicitaron que los nobles que maltrataran a los habitantes de las villas fueran castigados severamente, y protestaron sobre la intromisión de la autoridad eclesiástica en los pleitos civiles en tierras de realengo, menguándose con ello la autoridad de la Corona. Por otra parte, los subsidios demandados por la Corona fueron concedidos en ambas Cortes. 
En el invierno de 1318 se ultimaron en el reino de Castilla y León los preparativos bélicos para la campaña del año próximo contra el reino nazarí de Granada, y el infante Pedro de Castilla, pasando por Toledo, Trujillo, Sevilla, Córdoba y Úbeda, reunió a las tropas que habrían de intervenir en la campaña y se ocupó también de la fabricación del armamento necesario en la ciudad de Sevilla. Encontrándose el infante en la ciudad de Úbeda, decidió apoderarse del castillo de Tíscar, situado en la actual provincia de Jaén, que fue conquistado el sábado víspera de Pentecostés de 1319. 

## Campaña contra el reino de Granada e incursión en la Vega de Granada (junio de 1319)
En junio de 1319, mientras el infante Pedro de Castilla se encontraba en Tíscar, las huestes castellanas al mando del infante Juan se le aproximaban, ya que este último había decidido, a pesar de no encontrarse en buena forma física, unirse a su sobrino en la expedición contra los musulmanes granadinos, a fin de impedir que este último adquiriese más protagonismo en los asuntos del reino.

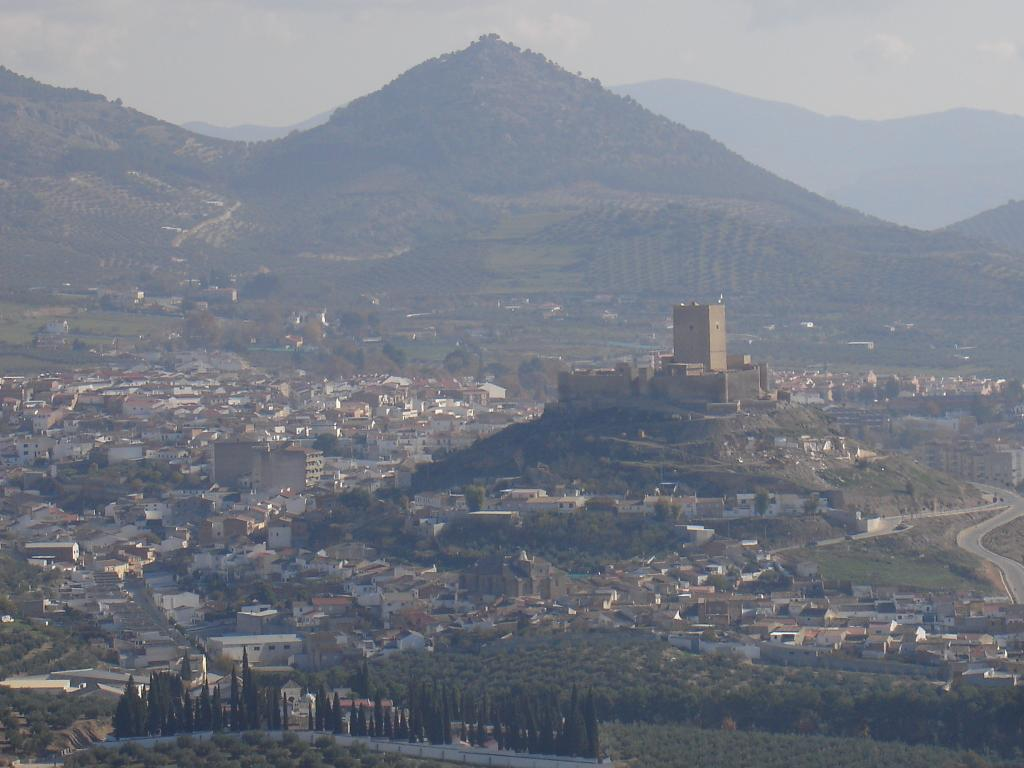
Vista de Alcaudete desde la Sierra de Orbes. En la localidad jienense de Alcaudete se reunieron los ejércitos de los infantes Juan y Pedro, antes de partir rumbo a la campaña contra el reino de Granada en junio de 1319.

El plan del infante Juan era saquear la Vega de Granada y tomar parte en los triunfos militares cosechados por su sobrino, el infante Pedro, al tiempo que con ello se intimidaba al rey Ismail I de Granada y se causaba el mayor daño posible en su territorio. En junio de 1319, mientras el infante Pedro sitiaba el castillo de Tíscar, el infante Juan, que se hallaba con su hijo Juan el Tuerto en la villa cordobesa de Baena, dejó a este último a cargo de la defensa de Baena y partió rumbo a Alcaudete, a fin de encontrarse con su sobrino, el infante Pedro, que allí le aguardaba. Reunidos ambos ejércitos en Alcaudete, que según el Padre Juan de Mariana sumaban nueve mil hombres de a caballo y varios miles de a pie, partieron rumbo a la Vega de Granada, arrasando a su paso los campos, talando los bosques y, exterminando o capturando el ganado. El infante Juan se hallaba al mando de la vanguardia de la columna castellana, mientras que el infante Pedro se encontraba en la retaguardia, acompañado por los Maestres de las Órdenes de Santiago, Calatrava, y Alcántara, por los arzobispos de Toledo y Sevilla, y por numerosos miembros de la alta nobleza. 
De camino a la ciudad de Granada, el ejército cristiano pasó por Alcalá la Real, donde pernoctó y permaneció al día siguiente también. Después, pasando por las localidades de Moclín e Íllora, localidad esta última que atacaron los cristianos y cuyo castillo pudieron haber tomado, y por Pinos Puente, llegaron un sábado, víspera de San Juan, a las cercanías de la ciudad de Granada, donde acamparon.
El ejército permaneció acampado allí hasta el lunes, día en que el infante Juan sugirió regresar a tierras castellanas, a pesar de la oposición del infante Pedro, que deseaba penetrar más en el territorio enemigo. Sin embargo, prevaleció la opinión del infante Juan de Castilla "el de Tarifa", y ese mismo día emprendieron el viaje de retorno, hallándose el infante Juan al mando de la retaguardia de la columna cristiana, y el infante Pedro al de la vanguardia. 

## Desastre de la Vega de Granada y muerte del infante Pedro (25 de junio de 1319)
El día 25 de junio, día en que las tropas cristianas emprendieron la retirada hacia sus bases, la retaguardia del ejército castellano fue atacada en el cerro de los Infantes, situado en el municipio de Pinos Puente, a 16 kilómetros de Granada, por la caballería del sultán granadino, al mando del general Ozmín, que al tener noticia de la retirada del ejército de los infantes, había salido de la ciudad de Granada con una fuerza de cinco mil hombres de caballería y varios miles de soldados de infantería. Sin embargo, en un primer momento, los ataques de los musulmanes se limitaron a intentar provocar al enemigo, mediante pequeñas escaramuzas mantenidas en la retaguardia de la columna cristiana.
Poco después, y a causa del calor, pues era el mes de junio, el ejército cristiano comenzó a mostrarse desalentado, sediento y agotado, y los musulmanes granadinos atacaron con dureza en todos los flancos de la retaguardia cristiana, que se vio así rodeada. En vista de la situación, el infante Juan de Castilla "el de Tarifa", que se hallaba al mando de la retaguardia de la columna castellano-leonesa, solicitó la ayuda del infante Pedro, que se encontraba al mando de la vanguardia del ejército. Las tropas del infante Pedro, atemorizadas y cargadas de botín, emprendieron la huida e intentaron cruzar el río Genil, pereciendo muchos soldados en el intento, a pesar de la determinación del infante Pedro de Castilla, que intentó hasta el último momento reorganizar a sus tropas y llevarlas a combatir junto a su tío, el infante Juan, cuya situación era desesperada, pues se hallaba necesitado de refuerzos. No pudiendo soportar la desobediencia de sus tropas, que se negaban a combatir, y viéndose impotente ante la situación producida, el infante Pedro:

Et el Infante Don Pedro metió mano á la espada por los acapdillar, et nunca pudo: et á golpes se tollió todo el cuerpo, et perdió la fabla, et cayó del caballo muerto en tierra.

Mientras en la vanguardia de la columna cristiana perdía la vida el infante Pedro, que contaba con veintinueve años de edad, los musulmanes granadinos mataron a todos los cristianos que encontraron, que, a causa de las elevadas temperaturas y del cuantioso botín que portaban consigo, apenas pudieron defenderse. Asimismo, la Crónica de Alfonso XI refiere que, cuando el infante Juan de Castilla "el de Tarifa" tuvo conocimiento de la muerte de su sobrino, el infante Pedro:

Et desque lo sopo el Infante Don Joan ovo ende muy grand pesar, et tan grande fue el pesar que ende tomó, que perdió luego el entendimiento et la fabla, et tovieronlo asi desde mediodia fasta hora de visperas, que nin moria nin vivia.

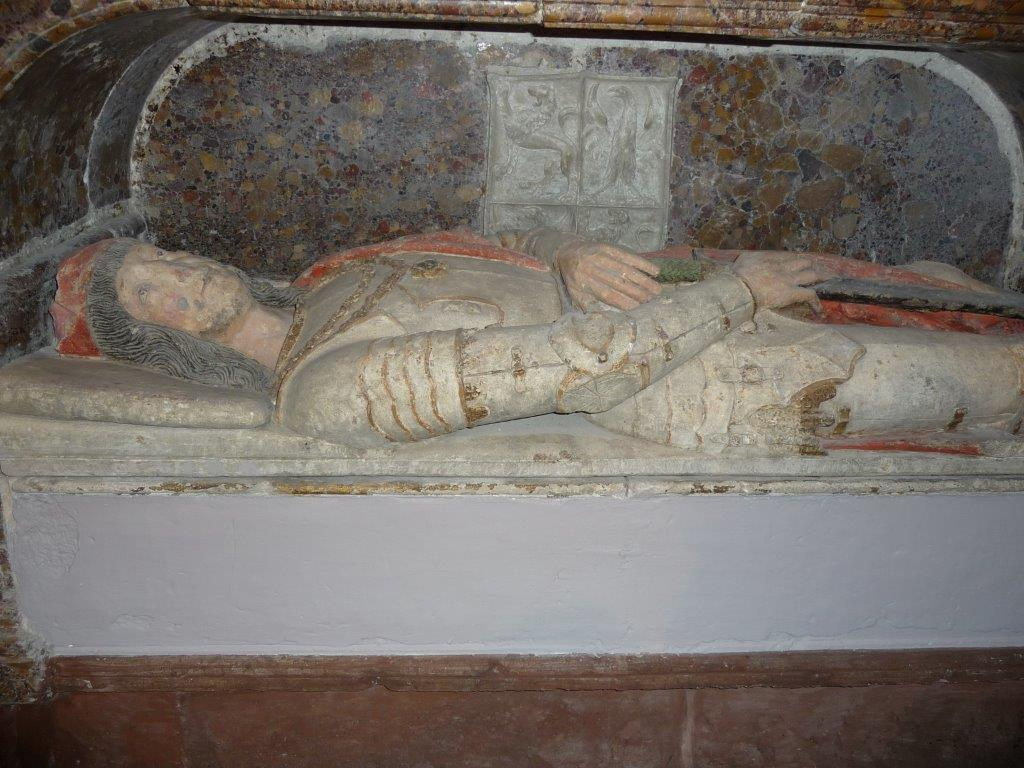
Sepulcro del infante Juan de Castilla el de Tarifa. (Capilla mayor de la catedral de Burgos).

Cuando los maestres de las Órdenes militares, el arzobispo de Toledo, y el obispo de Córdoba, que se encontraban en la vanguardia castellana, fueron informados de la muerte del infante Pedro, al que aguardaban, se dieron a la fuga. Mientras tanto, en la retaguardia, el ejército del sultán granadino saqueó el campamento cristiano y, con el botín obtenido, emprendieron el regreso a la ciudad de Granada. A la caída de la tarde, el infante Juan, que aún no había fallecido, fue colocado sobre un caballo, y el cadáver del infante Pedro sobre un mulo, y el ejército castellano-leonés, cuyos comandantes estaban decididos a replegarse debido a la multitud de bajas sufridas, emprendió la retirada hacia sus bases en la retaguardia. Durante el trayecto nocturno, el caballo que transportaba el cadáver del infante Juan, que había fallecido durante la noche, fue perdido de vista por sus hombres, debido a la falta de visibilidad y a la rapidez de la huida de los cristianos, y quedó perdido en las tierras del rey de Granada.
Mientras tanto, la vanguardia cristiana, que llevaba consigo el cadáver del infante Pedro de Castilla, consiguió llegar a Priego de Córdoba, desde donde el cadáver del infante fue trasladado al municipio cordobés de Baena, y, posteriormente, pasando por Arjona, a la ciudad de Burgos, donde recibió sepultura en el monasterio de las Huelgas de Burgos.

## Sepultura

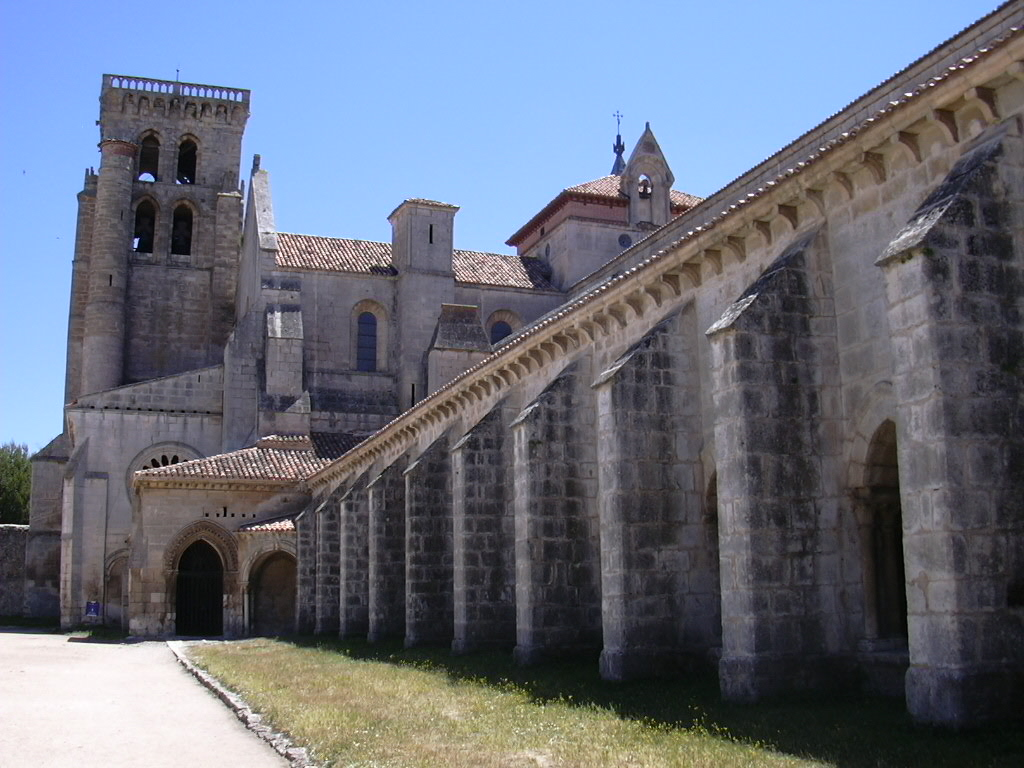
Monasterio de las Huelgas de Burgos.

Tras su defunción en el Desastre de la Vega de Granada, los restos mortales del infante Pedro de Castilla fueron trasladados a la ciudad de Burgos. A dicha ciudad serían conducidos meses después los restos mortales de su tío, el infante Juan de Castilla "el de Tarifa", cuyo cadáver recibió sepultura en el presbiterio de la Catedral de Burgos. Por su parte, los restos mortales del infante Pedro de Castilla recibieron sepultura en el monasterio de las Huelgas de Burgos, donde se conservan depositados en un sepulcro de piedra liso, colocado en la nave de Santa Catalina de la iglesia del cenobio burgalés.
Posteriormente, también recibirían sepultura en el monasterio de las Huelgas de Burgos la esposa del infante Pedro, María de Aragón, hija del rey Jaime II de Aragón, y la hija de ambos, Blanca de Castilla, que llegó a ser abadesa del monasterio de las Huelgas de Burgos. 

## Matrimonio y descendencia
En diciembre de 1311 el infante Pedro contrajo matrimonio, en la ciudad de Calatayud, con la infanta María de Aragón, hija de Jaime II de Aragón. Fruto de su matrimonio nació una hija: 
- Blanca de Castilla (m. 1375). Fue prometida en matrimonio a su primo Pedro I de Portugal, aunque no llegó a contraer matrimonio con él. Posteriormente llegó a ser señora del monasterio de las Huelgas de Burgos, donde fue sepultada.